# Союзники в Першій світовій війні

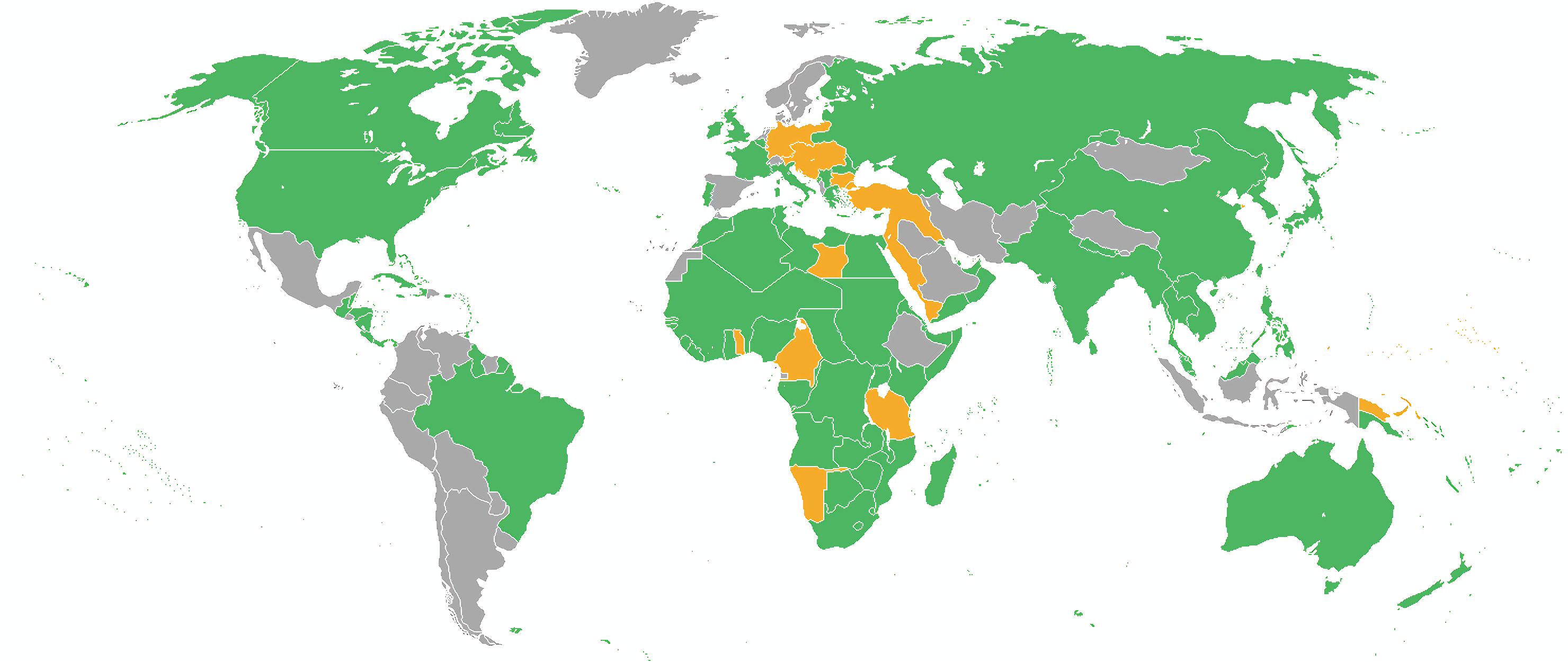
Карта світу за часів Першої світової війни

Учасники Першої світової війни
Союзники по Антанті
Колонії, домініони, залежні та окуповані території країн Антанти
Центральні держави
Колонії та окуповані території Центральних держав
Нейтральні країни

Союзники в Першій світовій війні (фр. Forces de l'Entente / Alliés; італ. Alleati; рум. Puterile Antantei / Aliații; рос. Союзники; серб. Савезници, Saveznici) — держави світу, що билися проти Центральних країн у Першій світовій війні. Основний кістяк цих держав становили члени військового союзу Антанта, до якого входили Французька республіка, Британська та Російська імперії. Королівство Італії у травні 1915 року розірвало свої зв'язки з Четверним союзом та вступило у війну на боці Антанти.

## Історія
Військово-політичний блок Антанта (від фр. entente — згода, початок виразу фр. Entente cordiale — сердечна угода) уклався між трьома провідними членами Європейського політичного простору Британською імперією, Третьою Французькою республікою та Російською імперією у 1904–1907 роках, як противага Троїстому союзу Німецької, Австро-Угорської імперій та Італійського королівства.
Країни Антанти були основними учасниками світової битви зі своїми колоніями, домініонами, залежними територіями:
- Британська імперія
  -  Велика Британія
  -  Австралія
  -  Канада
  -  Індія
  -  Нова Зеландія
  -  Ньюфаундленд
  -  Південна Родезія
  -  Мальта
  -  Південна Африка
  -  Британські заморські території
- Франція
  -  Французька колоніальна імперія
- Російська імперія/з 1917  республіка

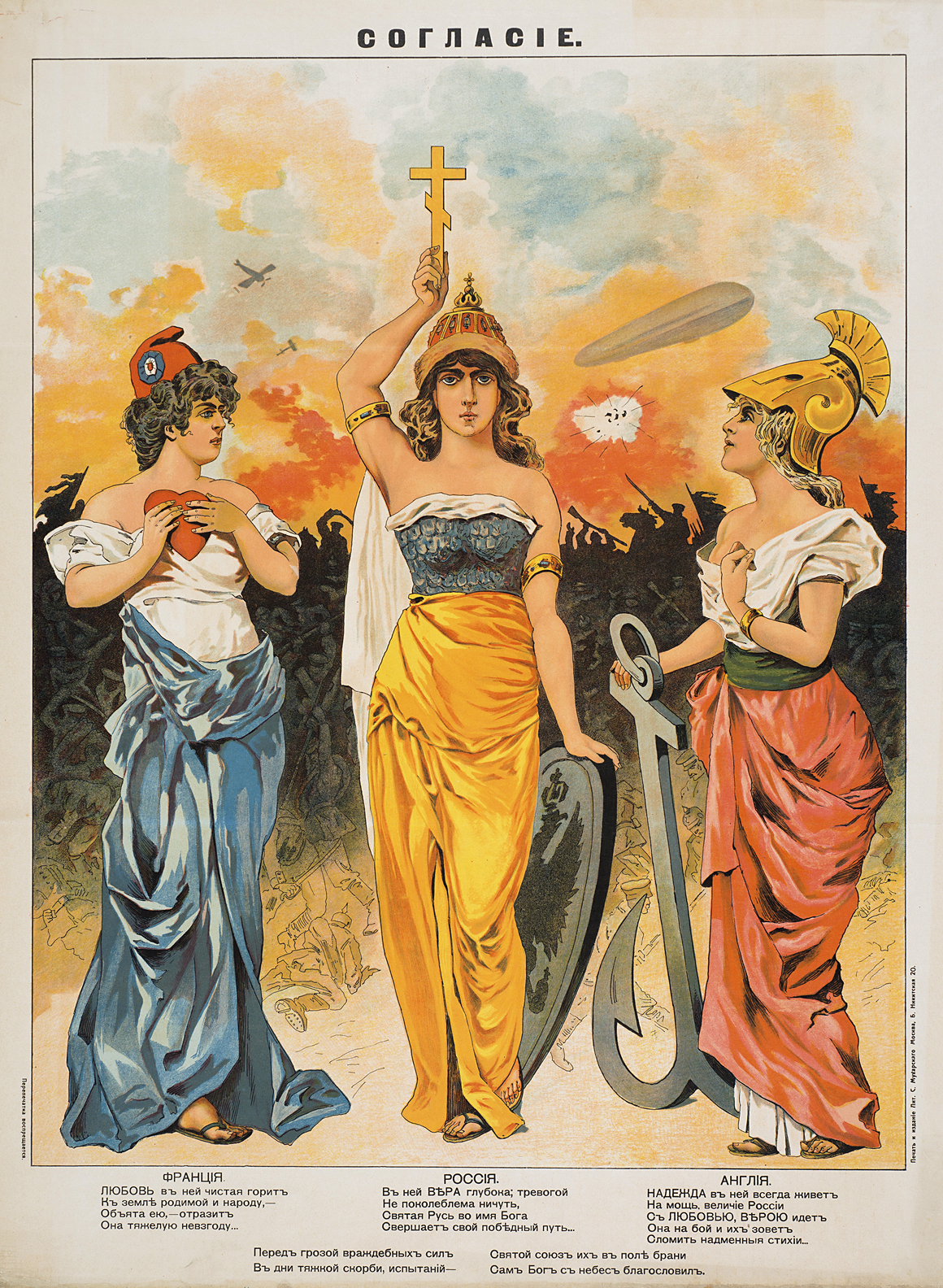
Алегоричне зображення країн Антанти на російському плакаті (1914)

З початком війни 28 липня 1914 року, коли австро-угорські війська атакували Сербію, у вир світової війни поступово втягувалися інші країни. Сербія і Чорногорія приєдналися до сил Антанти, незабаром до союзників увійшла Бельгія, яка піддалася агресії німецької навали. 23 серпня 1914 на боці Антанти також виступила Японська імперія.
23 травня 1915 року, колишній партнер Троїстого союзу, Італія розірвала свої відносини з Німеччиною, Австро-Угорщиною і виступила на стороні союзників, оголосивши війну Австро-Угорській імперії. Утворився Італійський театр військових дій Першої світової війни.
У 1916 внаслідок нищівного розгрому Королівство Чорногорія вийшла з числа членів союзників. Разом з цим, до альянсу приєдналися Португалія і Румунія.
6 квітня 1917 США декларувало про свій вступ у війну на боці союзників. Згодом до них приєдналися Ліберія, Сіам та Греція.
Після Жовтневого перевороту Російська республіка, один з найпотужніших членів Антанти, вийшла з війни, підписав сепаратний мир у Берестейську.
З початку та протягом Першої світової війни на боці Антанти билися понад 20 країн, і термін Антанта, став вживатися до позначення усіх учасників боротьби з Четверним союзом, хоча не усі з них офіційно вважалися членами альянсу:
- Андорра
- Бельгія
- Бразилія
- Вірменія
- Грецьке королівство
- Гватемала
- Гаїті[en]
- Гондурас
- Еквадор[en]
- Італія
- Коста-Рика[en]
- Куба[en]
- Китай
- Ліберія
- Непал
- Нікарагуа
- /  Нові Гебриди
- Панама
- Португалія
  -  Португальська колоніальна імперія
- Румунія
- Королівство Сербія
- Сіам
- США
  -  Аляска
  -  Гаваї
  -  Пуерто-Рико
  -  Філіппіни
  -  Території США
- Королівство Чорногорія
- Японія
  -  Корея
  -  Тайвань
  -  Колонії Японської імперії

## Основні показники ключових держав союзників
|                                             | Населення               | Площа                         | ВВП                         |
| ------------------------------------------- | ----------------------- | ----------------------------- | --------------------------- |
| Російська імперія (з Польщею та Фінляндією) | 173,2 млн. (176,4 млн.) | 21,7 млн. км2 (22,1 млн. км2) | $257,7 млрд. ($264.3 млрд.) |
| Третя Французька республіка                 | 39,8 млн. (88,1 млн.)   | 0,5 млн. км2 (11,2 млн. км2)  | $138,7 млрд. ($170.2 млрд.) |
| Британська імперія                          | 446,1 млн.              | 33,3 млн. км2                 | $561,2 млрд.                |
| Японська імперія (з колоніями)              | 55,1 млн. (74,2 млн.)   | 0,4 млн. км2 (0,7 млн. км2)   | $76,5 млрд. ($92,8 млрд.)   |
| Італія (з колоніями)                        | 35,6 млн. (37,6 млн.)   | 0,3 млн. км2 (2,3 млн. км2)   | $91.3 млрд. ($92.6 млрд.)   |
| США (з залежними територіями),              | 96,5 млн. (106,3 млн.)  | 7,8 млн. км2 (9,6 млн. км2)   | $511,6 млрд. ($522,2 млрд.) |
| Загалом                                     | 928,7 млн.              | 79,2 млн. км2                 | $1 703,3 млрд.              |